# Lycocerus hiroshii
Lycocerus hiroshii là một loài bọ cánh cứng trong họ Cantharidae. Loài này được Sato & Okushima miêu tả khoa học năm 2001.